# Бернгард Ульч
Бернгард Ульч (нім. Bernhard Ultsch; 26 березня 1898, Вунзідель — ?) — німецький льотчик-ас, заступник офіцера Баварської армії.

## Біографія
Пішов добровольцем в армію з початком Першої світової війни, служив у 3-му баварському резервному артилерійському полку. 19 вересня 1916 року переведений в авіацію і направлений у 2-ге льотне училище в Нойштадті. Ставши пілотом, у березні 1917 року Ульч отримав призначення у 29-ту охоронну ескадрилью. Після трьох перемог, здобутих разом із спостерігачем, лейтенантом Венцем, Ульч отримав переведення на винищувачі і 9 вересня 1917 року був направлений у 39-ту винищувальну ескадрилью на Італійський фронт. В Італії Ульч довів свій рахунок повітряних перемог до восьми, потім повернувся на Західний фронт і 9 лютого 1918 року був направлений в баварську 77-му винищувальну ескадрилью. 5 травня 1918 року був поранений в бою. 22 серпня 1918 року повернувся у свою ескадрилю, де й застав кінець війни.
Всього за час бойових дій здобув 12 повітряних перемог, ще 2 перемоги залишились непідтвердженими.

## Нагороди
- Залізний хрест
  - 2-го класу (1915)
  - 1-го класу (22 вересня 1917)
- Нагрудний знак військового пілота (Баварія) (18 червня 1917)
- Хрест «За військові заслуги» (Баварія)
  - 3-го класу з мечами (18 червня 1917)
  - 2-го класу з мечами (вересень 1918)
- Срібна медаль «За хоробрість» (Австро-Угорщина) (31 грудня 1917)